# Ursule Ledóchowska
Pour les autres membres de la famille, voir Famille Ledóchowska.
Pour les articles homonymes, voir Sainte Ursule (homonymie).
Ursule Ledóchowska (en polonais : Urszula Ledóchowska), née à Loosdorf le 17 avril 1865 et morte à Rome le 29 mai 1939, est une religieuse polonaise fondatrice des Ursulines du Cœur de Jésus Agonisant, et reconnue sainte par l'Église catholique. Surnommée « l'apôtre du sourire », elle a œuvré pour la cause et l'éducation des enfants pauvres et abandonnés.

## Biographie
Née en 1865, Julie Marie Ledóchowska est l'une des neuf enfants d'une famille noble polonaise où trois membres de la fratrie feront carrière dans l'Église catholique. Son père est un magnat polonais, tandis que sa mère, la comtesse Joséphine Salis-Zizers, est issue de la noblesse suisse. Après une éducation à domicile, elle est admise au couvent des Ursulines, à Cracovie, où sa famille était rentrée trois ans plus tôt. Elle en deviendra la mère supérieure en 1904. Entre-temps, son père était mort du typhus et sa sœur Maria-Teresa, qui survécut à la maladie, en sort défigurée mais y trouvera les ressorts, elle aussi, d'une vocation religieuse, dite "exemplaire". 
Ursule enseigne pendant 21 ans en Pologne et y ouvre un premier foyer universitaire. Mais elle est attirée par la Russie. Le pape Pie X qui la reçoit en 1907, l'encourage en ces termes : « Mettez des robes roses si vous le voulez, mais allez en Russie ». Elle obtient les diplômes nécessaires pour enseigner en Russie et rejoint, avec une autre sœur, l’école de Jeunes filles, 'Sainte-Catherine' à Saint-Pétersbourg. Sur place elle doit vivre dans la quasi-clandestinité. Elle obtient de Rome l'autonomie de son établissement et en devient la supérieure. D'autres maisons sont ouvertes en Finlande. La guerre éclate en 1914. Cela a pour conséquence qu'elle est expulsée, comme tout étranger. Elle s'installe provisoirement en Scandinavie, d'où elle espère garder le contact avec ses religieuses de Saint-Pétersbourg. Elle y donne des cours de français. 
En 1915, son frère, Włodzimierz, est élu supérieur général de la Compagnie de Jésus.

## La fondatrice
Finalement, elle transfère sa communauté à Stockholm, où elle fonde un institut de langues modernes pour jeunes filles. En 1917, elle déménage toute la communauté à Aalborg au Danemark où elle ouvre une maison pour les enfants orphelins des immigrés Polonais. Elle sensibilise les pays neutres au sort de la Pologne et à l'appel du comité d’aide aux victimes. Elle voyage à travers tout le pays, y donnant des conférences et faisant connaitre son œuvre, et on lui confie des orphelins. Les vocations affluent et un noviciat est ouvert. 
Malgré son engagement au nord de l'Europe, elle envisage son retour à Cracovie, après la guerre. Mais le nonce, le futur Pie XI, l'encourage au contraire à poursuivre l'œuvre déjà commencée. Elle se rend à Rome pour obtenir l'approbation canonique de son groupe de religieuses, en tant qu'institut religieux. Officiellement elles deviennent les Ursulines du Cœur de Jésus agonisant. La supérieure générale se fixe à Pniewy, près de Poznań en Pologne.

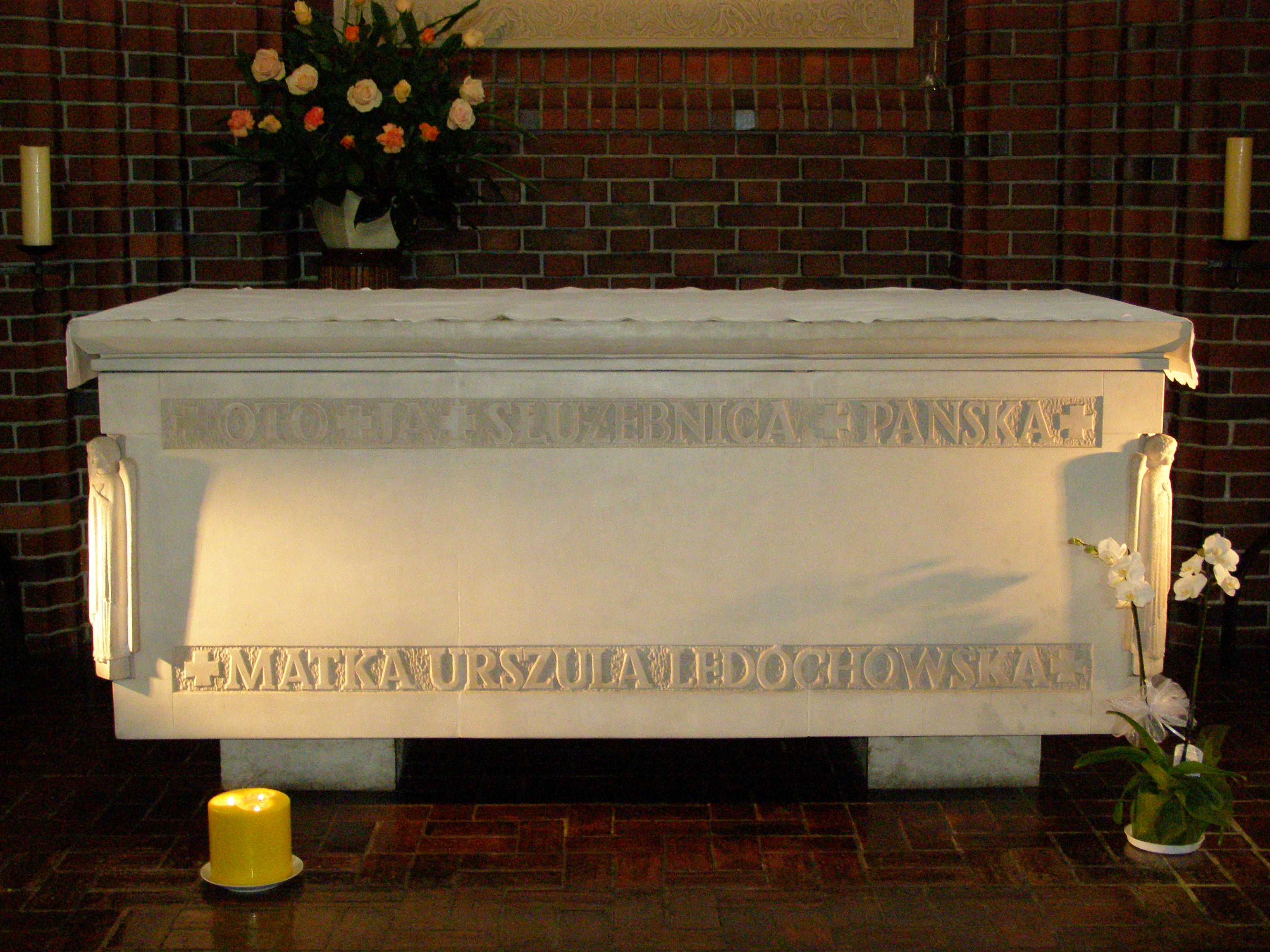
Sarcophage d'Ursule Ledóchowska au.

Urszula Ledóchowska continue à enseigner sur place. Mais elle se déplace à l'étranger, souvent invitée à donner des conférences. Elle recrute plus d'un millier de sœurs qui se répartissent dans les régions plutôt déshéritées, notamment en France, en Italie et en Pologne. Elle meurt à Rome le 29 mai 1939, le lundi de Pentecôte - à la veille de la Seconde Guerre mondiale - alors que l'Europe va connaître une grande désolation.

## Canonisations
le 20 juin 1983, à Poznań elle est proclamée bienheureuse. 20 ans plus tard une foule de près de 50 000 personnes témoigne sa canonisation, sur la place Saint-Pierre de Rome. Sa dépouille incorrompue a été inhumée dans la chapelle de la maison-mère de la congrégation, à Pniewy. En 2010, les religieuses de sa fondation sont au nombre de 810, réparties dans 12 pays d'Europe centrale, mais aussi au Brésil, au Canada et aux Philippines.
Sa sœur aînée, Maria Teresa Ledóchowska, fondatrice des Sœurs missionnaires de saint Pierre Claver, a été béatifiée en 1975.

## Citations
- « Le pion est tombé là où il n’a pas voulu, mais sans doute là où Dieu l’a voulu. Je n’ai pas choisi, Dieu a choisi ».

- « La révolution de 1905 en Russie a créé en moi le désir de pénétrer dans ce pays ».